# Milešovka
De Milešovka is met 837 meter de hoogste berg van het Boheemse Middelgebergte. De berg ligt in de regio Ústí nad Labem in Tsjechië.

Boheems Middelgebergte

## Lijsten
- Lijst van beschermde landschappen in Tsjechië